# Javier Aríztegui
Francisco Javier Aríztegui Yáñez (Irún, 20 de septiembre de 1948) es un economista español. Fue el subgobernador del Banco de España de abril de 2009 a junio de 2012. Aríztegui es licenciado en Filosofía y Letras y en Ciencias Económicas por la Universidad Complutense. Está vinculado al Banco de España desde 1980, donde ocupó la dirección general de Operaciones, Mercados y Sistemas de Pagos de 2000 a 2006 y posteriormente, hasta 2009, la dirección general de Supervisión en el Banco de España.

## Biografía
Francisco Javier Aríztegui nació el 20 de septiembre de 1948 en Irún. Es licenciado en Filosofía y Letras y en Ciencias Económicas por la Universidad Complutense. Ingresó en el Servicio de Estudios del Banco de España en 1980 y ha desarrollado toda su carrera en el organismo. Entre otros cargos, ha sido jefe de la Oficina de Estudios Monetarios y Financieros, así como director general de Operaciones, Mercados y Sistemas de Pagos (de 2000 a 2006). Entre 2006 y 2009 ocupó el cargo de director general de Supervisión en dicha institución. Ha representado a la institución en diferentes organismos internacionales.

### Subgobernador del Banco de España
Aríztegui fue nombrado subgobernador del Banco de España a propuesta del gobernador de la institución monetaria, Miguel Ángel Fernández Ordóñez, con efectos 14 de abril de 2009, tras conocerse la renuncia del anterior subgobernador José Viñals Íñiguez. Viñals fue nombrado consejero financiero y director de Asuntos Monetarios y Mercados de Capitales en el Fondo Monetario Internacional (FMI). La Comisión Rectora del Fondo de Reestructuración Ordenada Bancaria (FROB) celebró el 14 de julio de 2009 su primera reunión tras su constitución y Aríztegui fue nombrado presidente de la misma en su condición de subgobernador del Banco de España.
Su mandato coincidió con los momentos más duros de la crisis, como la reestructuración del sistema financiero, las numerosas fusiones de cajas de ahorros y su aproximación al modelo bancario, la intervención de la Caja de Ahorros del Mediterráneo por el FROB y, por último, la salida a bolsa de Bankia y su posterior nacionalización en mayo de 2012.

### BCE e imputación por el caso Bankia
Dejó su cargo en junio de 2012, fecha en que fue sucedido por Fernando Restoy y quedó como asesor de la institución. El 4 de septiembre de 2014 fue designado como uno de los cinco miembros en formar parte del comité administrativo de revisión del Mecanismo Único de Supervisión del Banco Central Europeo (BCE). Es un órgano encargado del examen administrativo interno de las decisiones supervisoras adoptadas por el Banco Central Europeo si así lo solicitan personas físicas o jurídicas que estén afectadas por esas decisiones. Además, examinará si la decisión se ha adoptado de acuerdo con las reglas y procedimientos establecidos en la regulación del MUS y podrá elevar una opinión no vinculante al Consejo de Supervisión para que este presente una nueva propuesta de decisión al Consejo de Gobierno del BCE.
El 13 de febrero de 2017 fue imputado, junto con otras siete personas más, por la Audiencia Nacional presidida Fernando Andreu por su participación en la salida a bolsa de Bankia. En 2011, José Casaus, inspector del Banco de España reconoce su preocupación por el hecho de que el banco corría el riesgo de ser insolvente incluso aunque saliera a Bolsa. Pese a sus advertencias, Miguel Ángel Fernández Ordóñez y Aríztegui autorizaron la operación. Seguidamente el BCE anunció que su permanencia en dicho organismo estaba en entredicho tras haber sido imputado. El 21 de febrero renunció temporalmente al cargo mientras se resuelve la investigación. En mayo de 2017 el caso fue sobreseído y archivado para Restoy y los cargos del Banco de España y la CNMV sin llegar a abrir juicio oral.